# Heminauphoeta picea
Heminauphoeta picea är en kackerlacksart som beskrevs av Robert Walter Campbell Shelford 1912. Heminauphoeta picea ingår i släktet Heminauphoeta och familjen jättekackerlackor. Inga underarter finns listade i Catalogue of Life.